# Carel Fabritius

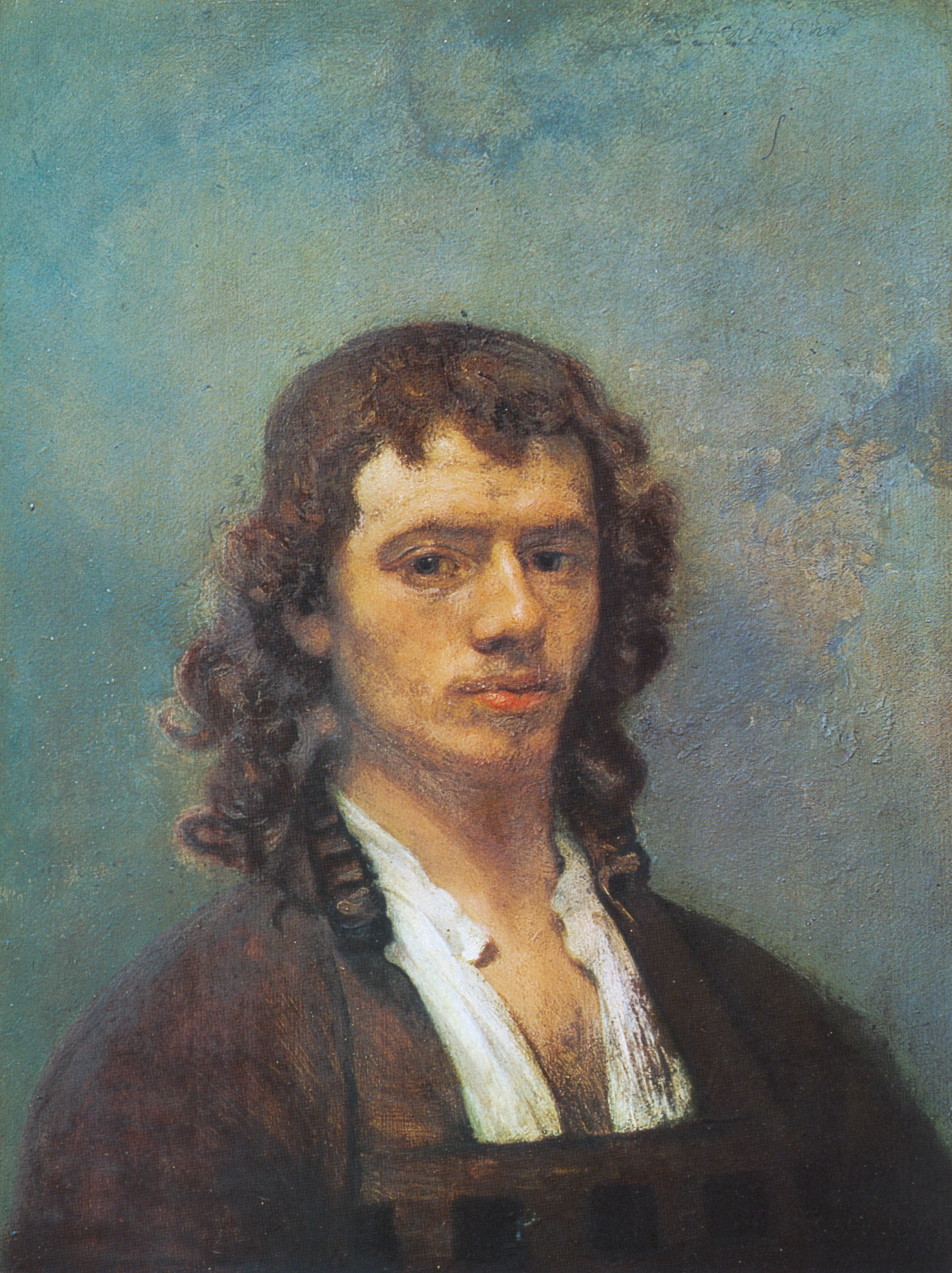
Carel Fabritius

Carel Fabritius (Midden-Beemster, 1622 - Delft, 1654) foi um pintor holandês.
Filho de Pieter Carelsz. Fabritius, irmão de Barent Fabritius e Johannes Fabritius. Discípulo de Rembrandt e mestre de Vermeer. Trabalhou em Delft e Amesterdão, desenvolvendo uma pintura luminosa de contrastados efeitos cromáticos.
Sobressaem entre as suas obras quadros de género (O sentinela) e retratos (Retrato de Abraham de Potter, Retrato de uma jovem).